# Oenpelli Airport
Oenpelli Airport är en flygplats i Australien. Den ligger i kommunen West Arnhem och territoriet Northern Territory, omkring 240 kilometer öster om territoriets huvudstad Darwin. Oenpelli Airport ligger 9 meter över havet.
Trakten runt Oenpelli Airport är nära nog obefolkad, med mindre än två invånare per kvadratkilometer.. Närmaste större samhälle är Oenpelli, nära Oenpelli Airport. 
Omgivningarna runt Oenpelli Airport är huvudsakligen savann. Genomsnittlig årsnederbörd är 1 625 millimeter. Den regnigaste månaden är januari, med i genomsnitt 458 mm nederbörd, och den torraste är juni, med 1 mm nederbörd.